# مرتوند
مرتوند یک روستا در ایران است که در دهستان مود شهرستان سربیشه واقع شده‌است. مرتوند ۱۴ نفر جمعیت دارد.